# HSL і HSV

Рис. 1. HSL (a–d) і HSV (e–h). Вгорі (a, e): вирізані 3D-моделі кожного. Нижче: двовимірні графіки, що показують два з трьох параметрів моделі одночасно, зберігаючи інший постійним: циліндричні оболонки (b, f) постійного насичення, у цьому випадку зовнішня поверхня кожного циліндра; горизонтальні поперечні перерізи (c, g) постійної легкості HSL або значення HSV, у цьому випадку зрізи посередині кожного циліндра; і прямокутні вертикальні поперечні перерізи (d, h) постійного відтінку, у цьому випадку відтінків 0° червоного та його доповнення 180° блакитного.

HSL і HSV — є альтернативними представленнями моделі кольорів RGB, розробленої в 1970-х роках дослідниками комп’ютерної графіки. У цих моделях кольори кожного відтінку розташовані в радіальному сегменті навколо центральної осі нейтральних кольорів, які варіюються від чорного внизу до білого вгорі.
Представлення HSL моделює спосіб змішування різних фарб для створення кольору в реальному світі, при цьому вимір світлості нагадує різну кількість чорної або білої фарби в суміші (наприклад, щоб створити «світло-червоний», червоний пігмент можна змішати з біла фарба; ця біла фарба відповідає високому значенню "легкості" у представленні HSL). Повністю насичені кольори розміщуються по колу зі значенням світлоти1⁄2 зі значенням яскравості 0 або 1, що відповідає повністю чорному або білому відповідно.
Тим часом представлення HSV моделює, як виглядають кольори під світлом. Різниця між HSL і HSV полягає в тому, що колір з максимальною яскравістю в HSL є чисто білим, але колір з максимальним значенням/яскравістю в HSV аналогічний освітленню білим світлом кольорового об’єкта (наприклад, освітленню яскравого білого світла на червоному). об’єкт змушує об’єкт все ще виглядати червоним, лише яскравішим та інтенсивнішим, тоді як освітлення тьмяного світла на червоний об’єкт змушує об’єкт виглядати темнішим і менш яскравим).
Проблема як з HSV, так і з HSL полягає в тому, що ці підходи не ефективно поділяють колір на три компоненти значення відповідно до людського сприйняття кольору. Це можна побачити, коли змінено налаштування насиченості – досить легко помітити різницю в легкості сприйняття, незважаючи на фіксоване налаштування «V» або «L».

## Основний принцип
HSL і HSV є циліндричними геометріями (fig. 2), з відтінком, їхнім кутовим розміром, починаючи з червоного первинного під кутом 0°, проходячи через зелений первинний під кутом 120° і синій основний під кутом 240°, а потім обертаючи назад до червоний на 360°. У кожній геометрії центральна вертикальна вісь містить нейтральні, ахроматичні або сірі кольори в діапазоні, зверху вниз, від білого при освітленості 1 (значення 1) до чорного при яскравості 0 (значення 0).
В обох геометріях адитивні первинні та вторинні кольори – червоний, жовтий, зелений, блакитний, синій і пурпурний – і лінійні суміші між сусідніми парами, які іноді називають чистими кольорами, розташовані навколо зовнішнього краю циліндра з насиченістю 1. Ці насичені кольори мають яскравість 0,5 у HSL, тоді як у HSV вони мають значення 1. Змішування цих чистих кольорів із чорним – створення так званих відтінків – залишає насиченість незмінною. У HSL насиченість також не змінюється при відтінку білим, і лише суміші з чорним і білим – так звані тони – мають насиченість менше 1. У ВПГ лише тонування зменшує насиченість.